# Statentunnel

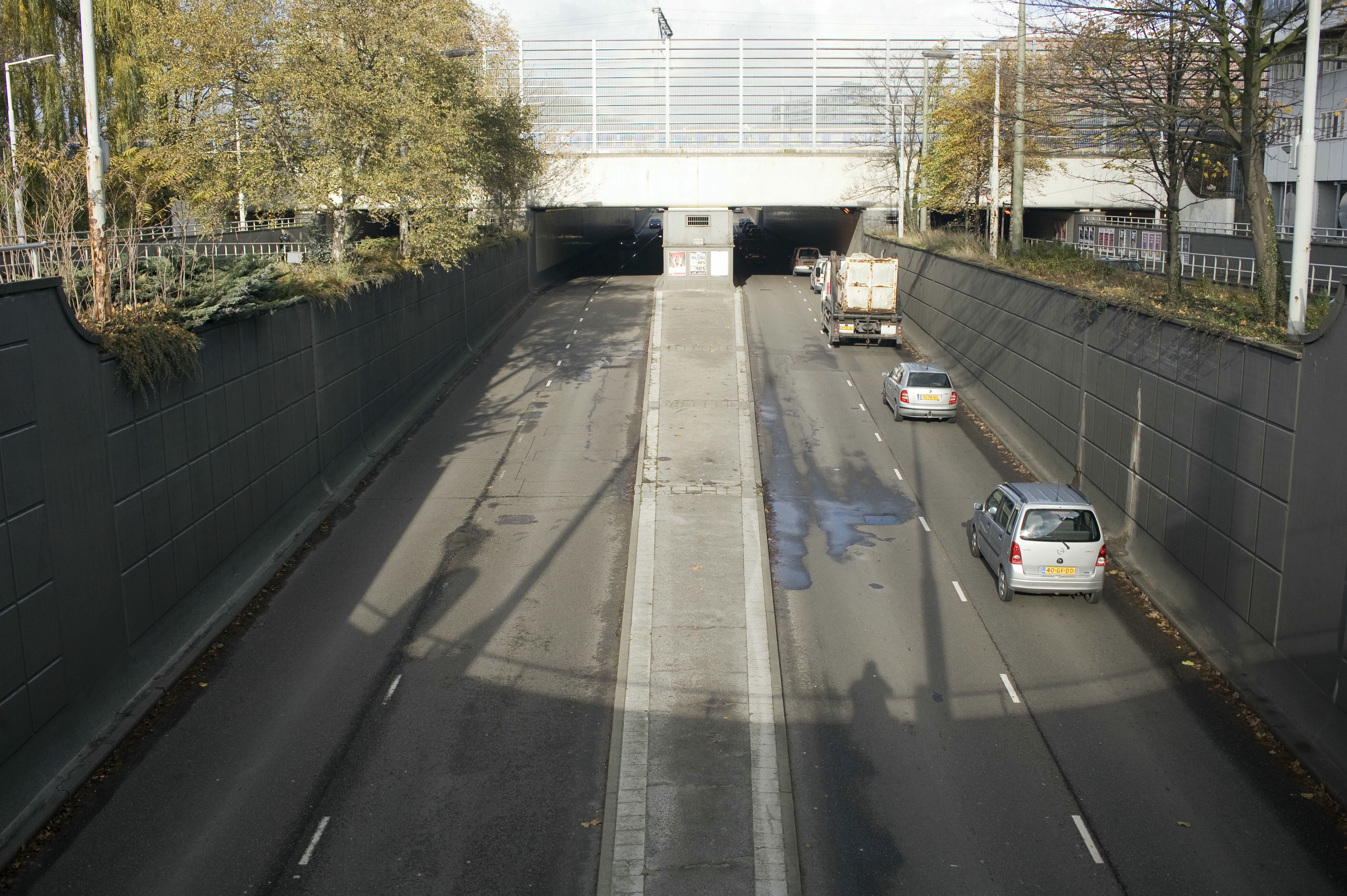
De Statentunnel gezien vanaf de Beukelsdijk

De Statentunnel is een verkeerstunnel met een lengte van ruim 100 meter in het centrum van Rotterdam en is een onderdeel van de Tunneltraverse. De tunnel ligt tussen de kruising met de Beukelsdijk en het Weena en het Bentinckplein in de wijk Blijdorp en kruist het emplacement van station Rotterdam Centraal.
De tunnel is gebouwd rond 1940 en omvat zes buizen:
- De buitenste twee buizen zijn voor voetgangersverkeer.
- De tweede buis van buiten in iedere richting heeft een rijstrook voor auto- en tramverkeer en een verhoogd liggend fietspad.
- De middelste twee buizen zijn voor het autoverkeer en hebben elk twee rijstroken.

De middelste rijstroken kruisen direct ten zuiden van de Maastunnel de kruising met de Beukelsdijk/Weena ongelijkvloers en komen in de Henegouwerlaan weer op maaiveldniveau.
De Statentunnel kan ook als viaduct worden beschouwd.
In 1914 was op deze plaats al een tunnel gebouwd, maar deze vormde na de bouw van de wijk Blijdorp een ernstige flessenhals. Aan het eind van de jaren dertig was besloten tot de aanleg van de Maastunnel en een bijbehorende stadsautoweg. Ten behoeve van deze autoweg werd een nieuwe Statentunnel gebouwd die rond 1940 werd opgeleverd.
De Tunneltraverse met de Statentunnel heeft sinds 2012 de status van rijksmonument.
In de beide buizen met rijstrook voor tramverkeer is de bovenleiding, na aanrijdingen met vrachtverkeer, deels verwijderd. De maximale doorrijhoogte bedraagt hier 3,40m.